# Exèrcit Popular Republicà de Manipur
Exèrcit Popular Republicà de Manipur (Manipur Revolutionary People's Army MRPA) és una organització militar de Manipur que fou formada a començaments dels anys noranta per Prakash, dissident de l'Exèrcit Popular d'Alliberament de Manipur, que es va rendir a l'exèrcit indi, el qual li va donar suport per crear la nova organització i debilitar a l'antiga.
La seva principal activitat consisteix a activar els conflictes interètnics entre els pangei i els meitei; les lluites entre aquestes dues ètnies van ser especialment importants el maig de 1993.